# 绿球藻病
綠球藻病（Chlorellosis）是由绿球藻属（Chlorella）引起的罕见感染性疾病，属于一种人畜共患疾病，主要感染绵羊与牛，个案报告也见于人、羚羊、狗、河狸、骆驼和鱼  。绿球藻是由一类广泛存在于自然界的单细胞植物微藻（microalgae），因富含叶绿体而呈现为翠绿色。绿球藻病可以是局部的或播散性的，可以是急性的或慢性的，后者更为常见。绿球藻病分为（1）皮肤绿球藻病，（2）淋巴结绿球藻病和（3）播散性绿球藻病。人类绿球藻感染至今（2021年）只有2例报道，具体致病株种类没有鉴定 。诊断主要依靠组织病理学检查结合实验室培养。两例患者均经外科清创和引流治愈。
绿球藻与同目的原孢囊藻除了后者没有叶绿体外，其它方面如外形、繁殖方式等都很相似，而原孢囊藻病（Protothecosis）则相对较多。因此绿球藻病的诊断、治疗可以参照原孢囊藻病。